# Hipsway
Hipsway war eine 1984 in Glasgow, Schottland, gegründete britische Pop/Rock-Band. Hipsway veröffentlichte zwei Alben neben einigen moderat erfolgreichen Singles und löste sich 1989 nach mäßigem Erfolg des zweiten Albums wieder auf. Der musikalische Stil von Hipsway vereinte die markante Bariton-Stimme des Sängers Grahame Skinner mit einem kompakten, funky Gitarrenspiel und oftmals tanzbarer Rhythmik zu einer Mischung aus Pop, Rock und "White Soul/Funk".

## Geschichte

### Umfeld und Gründung
Die Gründung von Hipsway fiel in eine Zeit, in der sich eine lebendige schottische Popmusik-Szene etabliert hatte. Bands wie die Simple Minds, Orange Juice und die Associates machten regional wie auch überregional erfolgreich Musik und konnten sowohl kommerziell als auch bei Kritikern überzeugen.
Ex-Altered-Images-Bassist Johnny McElhone gründete Hipsway im Jahr 1984. McElhone und seine Bandkollegen Grahame Skinner, Pim Jones und Harry Travers hatten jeweils eine Vorgeschichte als Musiker in verschiedenen Formationen der schottischen Musikszene aufzuweisen, so dass die Band schnell zu einem Vertrag bei Mercury Records kam.
In der Anfangszeit zählte nach eigenen Angaben auch der in späteren Jahren sehr erfolgreiche Musiker und Filmkomponist Craig Armstrong zu den Mitgliedern von Hipsway.

### Erste Tonträger und Erfolge
Die ersten beiden Singles The Broken Years und Ask the Lord wurden schnell aufeinanderfolgend veröffentlicht, kamen jedoch im Sommer 1985 jeweils über Platz 72 der britischen Single-Charts nicht hinaus. Erst die nächste Single, The Honeythief, setzte sich mit einprägsamen Gitarrenriffs und markanten Bläsersätzen kommerziell besser durch, kletterte bis auf Platz 17 und entwickelte sich damit zu Hipsways insgesamt erfolgreichstem Tonträger. Im Sog dieses Erfolgs konnte auch das nach dem Bandnamen betitelte Debütalbum in die britischen Album-Charts einsteigen und schaffte es dort im Jahr 1986 bis auf Platz 42.
Die bereits im Vorjahr veröffentlichte Single Ask the Lord wurde noch einmal aufgelegt und konnte sich erneut in den britischen Single-Charts platzieren. Mit seinem treibenden Basslauf, prägnanten Rhythmusgitarren und einer melodiösen Keyboardsequenz mit Wiedererkennungswert zählt Ask the Lord zu den beliebtesten und erfolgreichsten Hipsway-Titeln und kam in verschiedenen Extended- und Remix-Versionen auch in europäischen Clubs und Diskotheken zum Einsatz.
Die später im Jahr 1986 aus dem Debütalbum ausgekoppelte Ballade Long White Car setzte mit ruhigerem Sound und einem längeren Gitarrensolo einen weiteren Akzent, während der Song Tinder in einem Werbespot für ein schottisches Lagerbier eine gewisse Popularität erreichte. Ein mit The Honeythief vergleichbarer Chart-Erfolg konnte jedoch nicht noch einmal erzielt werden.

### Nachlassender Erfolg und Auflösung
Unmittelbar nach den Aktivitäten und Erfolgen rund um Hipsways Debütalbum verließ Gründer Johnny McElhone die Band und rief die später äußerst erfolgreiche Band Texas ins Leben. Er wurde am Bass durch Gary Houston ersetzt. Es dauerte fast drei Jahre, bis Hipsway sich wieder zusammenfand und das Album Scratch the Surface aufnahm. In dieser Zeit stieg auch Schlagzeuger Harry Travers aus und wurde durch Stephen Ferrera ersetzt. Die Band hatte sich musikalisch wenig weiterentwickelt und Scratch the Surface konnte in keinerlei Hinsicht an die Erfolge des ersten Albums anknüpfen. Die einzige, im April 1989 ausgekoppelte Single Your Love stieg für kurze Zeit in die Top 75 der britischen Single-Charts ein. Das Album selbst verkaufte sich schlecht. Hipsway versank in Bedeutungslosigkeit und löste sich schließlich auf.
Alle Bandmitglieder, insbesondere Grahame Skinner und Pim Jones, blieben in verschiedenen Formationen musikalisch aktiv.

## Diskografie

### Studioalben
| Jahr | Titel   | Höchstplatzierung, Gesamtwochen, AuszeichnungChartplatzierungen (Jahr, Titel, Platzierungen, Wochen, Auszeichnungen, Anmerkungen) | Höchstplatzierung, Gesamtwochen, AuszeichnungChartplatzierungen (Jahr, Titel, Platzierungen, Wochen, Auszeichnungen, Anmerkungen) | Höchstplatzierung, Gesamtwochen, AuszeichnungChartplatzierungen (Jahr, Titel, Platzierungen, Wochen, Auszeichnungen, Anmerkungen) | Höchstplatzierung, Gesamtwochen, AuszeichnungChartplatzierungen (Jahr, Titel, Platzierungen, Wochen, Auszeichnungen, Anmerkungen) | Höchstplatzierung, Gesamtwochen, AuszeichnungChartplatzierungen (Jahr, Titel, Platzierungen, Wochen, Auszeichnungen, Anmerkungen) | Anmerkungen                     |
| Jahr | Titel   | DE | AT | CH | UK | US | Anmerkungen                     |
| ---- | ------- | --- | --- | --- | --- | --- | ------------------------------- |
| 1986 | Hipsway | DE62 (1 Wo.)DE | — | — | UK42 (23 Wo.)UK | US55 (18 Wo.)US | Erstveröffentlichung: März 1986 |

Weitere Veröffentlichungen
- 1989: Scratch the Surface
- 2019: Smoke & Dreams

### Singles
| Jahr | Titel Album                   | Höchstplatzierung, Gesamtwochen, AuszeichnungChartplatzierungen (Jahr, Titel, Album, Platzierungen, Wochen, Auszeichnungen, Anmerkungen) | Höchstplatzierung, Gesamtwochen, AuszeichnungChartplatzierungen (Jahr, Titel, Album, Platzierungen, Wochen, Auszeichnungen, Anmerkungen) | Höchstplatzierung, Gesamtwochen, AuszeichnungChartplatzierungen (Jahr, Titel, Album, Platzierungen, Wochen, Auszeichnungen, Anmerkungen) | Höchstplatzierung, Gesamtwochen, AuszeichnungChartplatzierungen (Jahr, Titel, Album, Platzierungen, Wochen, Auszeichnungen, Anmerkungen) | Höchstplatzierung, Gesamtwochen, AuszeichnungChartplatzierungen (Jahr, Titel, Album, Platzierungen, Wochen, Auszeichnungen, Anmerkungen) | Anmerkungen                          |
| Jahr | Titel Album                   | DE | AT | CH | UK | US | Anmerkungen                          |
| ---- | ----------------------------- | --- | --- | --- | --- | --- | ------------------------------------ |
| 1985 | Broken Years Hipsway          | — | — | — | UK72 (4 Wo.)UK | — | Erstveröffentlichung: Juni 1985      |
| 1985 | Ask the Lord Hipsway          | — | — | — | UK50 (10 Wo.)UK | — | Erstveröffentlichung: August 1985    |
| 1986 | The Honeythief Hipsway        | — | — | — | UK17 (10 Wo.)UK | US19 (15 Wo.)US | Erstveröffentlichung: Februar 1986   |
| 1986 | Long White Car Hipsway        | — | — | — | UK55 (3 Wo.)UK | — | Erstveröffentlichung: September 1986 |
| 1989 | Your Love Scratch the Surface | — | — | — | UK66 (2 Wo.)UK | — | Erstveröffentlichung: März 1989      |